# Marcel Griaule

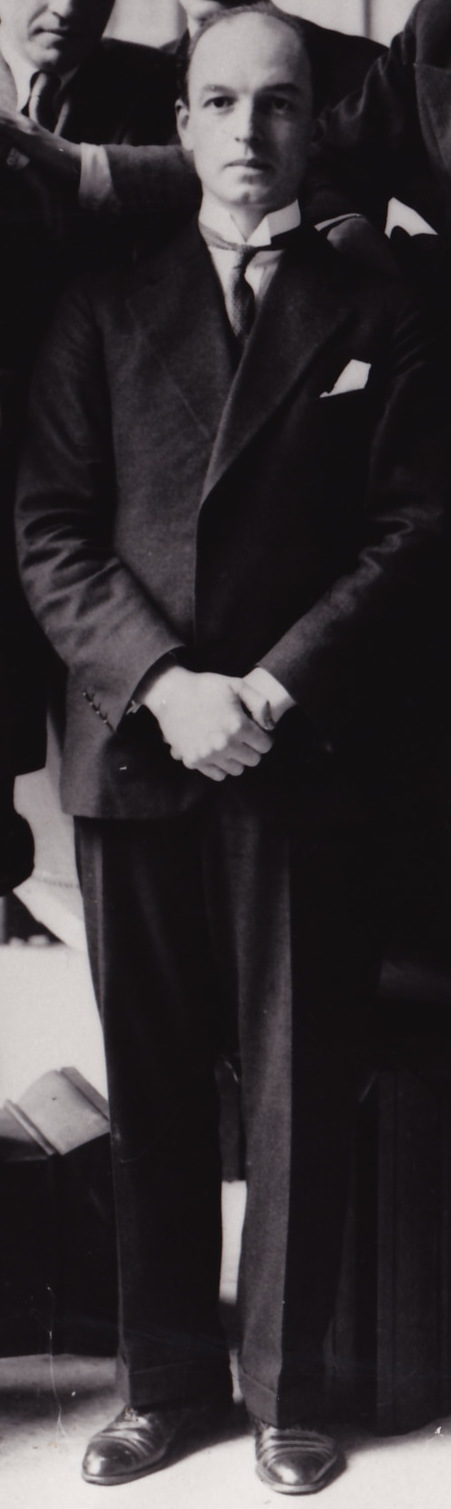
Marcel Griaule im Jahr 1931

Marcel Griaule (* 1898 in Aisy-sur-Armançon, Département Yonne; † 1956 in Paris) war ein französischer Ethnologe und Afrikanist, der für seine Studien bei den Dogon in Westafrika und für seine Pionierrolle in der ethnologischen Feldforschung in Frankreich berühmt wurde. Er war ab 1942 Professor für Ethnologie an der Universität von Paris (Sorbonne) und von 1947 bis zu seinem Tod Mitglied der Versammlung der Union française.

## Leben
Griaule wurde 1898 in Ainsy-sur-Armençon geboren. Er wollte zunächst Ingenieur werden und besuchte die Vorbereitungsklasse mit Schwerpunkt Mathematik am Lycée Louis-le-Grand, um sich auf die Aufnahmeprüfung der École polytechnique vorzubereiten. 1917 meldete er sich freiwillig als Pilot bei den französischen Luftstreitkräften. Als Leutnant diente er 1920–21 im Krieg gegen die Türkei in Syrien. Er beendete seine Militärkarriere 1923 und nahm in Paris ein Studium der Ethnologie und der Sprachwissenschaft auf, wobei er namentlich die Vorlesungen von Marcel Mauss und Marcel Cohen an der École pratique des hautes études (EPHE), der École nationale des langues orientales (Langues O’) und dem neu gegründeten Institut für Ethnologie der Universität von Paris (Sorbonne) besuchte. Dabei wandte er sich insbesondere den äthiopischen Sprachen (Amharisch und Altäthiopisch) sowie afrikanischen Kulturen zu. 1927 erhielt er ein Diplom der Langues O’ in Amharisch.
Danach ging Griaule 1928–1929 im Auftrag seines Lehrers Marcel Cohen auf eine ethnographische Forschungsreise nach Äthiopien. Von 1931 bis 1933 leitete er die ehrgeizige Expedition von Dakar nach Dschibuti, quer durch Afrika von der West- zur Ostküste. Bei der zweiten Expedition besuchte er erstmals die Dogon, die ethnische Gruppe, mit der er sich in seiner restlichen Laufbahn hauptsächlich beschäftigte. Von dieser Mission brachte er rund 3.500 Objekte für die Sammlung des Ethnographischen Museums im Palais du Trocadéro (Vorläufer des Musée de l’Homme) mit. Mit einer Arbeit über Abessinische Spiele und Zeitvertreibe erhielt er 1933 das Diplom der EPHE (Sektion Religionswissenschaft).
Ab 1937 unternahmen Griaule und seine akademische Schülerin sowie spätere Kollegin Germaine Dieterlen mehrere Gruppenexpeditionen und setzten ihre Arbeit bei den Dogon fort. Auf der Grundlage des dabei erarbeiteten Materials verteidigte Griaule 1938 an der Universität von Paris seine Dissertation über Spiele der Dogon.
Bei Beginn des Zweiten Weltkriegs wurde Griaule als Hauptmann der französischen Luftstreitkräfte eingezogen, im Juni 1940 wurde er mit dem Croix de guerre ausgezeichnet. Von 1940 bis zu seinem Tode war er Generalsekretär der Société des Africanistes. 1941 wurde er zum stellvertretenden Direktor des Musée de l’Homme (wo er den nach Südamerika geflohenen Paul Rivet vertrat) und zum Generalsekretär des Instituts für Ethnologie an der Sorbonne ernannt. Zudem übernahm er anstelle seines früheren Amharisch-Lehrers Marcel Cohen, der aus antisemitischen Gründen im besetzten Frankreich Lehrverbot bekam, dessen Lehrauftrag an der Langues O’.
Im Oktober 1942 wurde er auf den ersten Lehrstuhl für Ethnologie an der Universität von Paris berufen, den er bis zu seinem Tod 1956 innehatte. Nach der Befreiung von Paris diente  Griaule von September 1944 bis 1946 erneut als Luftwaffenoffizier und wurde zum Major befördert. Im November 1947 wurde er in das Parlament der Union française (Neuorganisation des französischen Kolonialreichs) gewählt, wo er dem Ausschuss für kulturelle Angelegenheiten vorstand.
Griaule ist für die sehr persönlichen Berichte, die er über seine Beziehungen zu den von ihm erforschten Menschen, insbesondere zu dem blinden Jäger Ogotemmeli, verfasste, bekannt. Bekannt wurde er auch für seine elaborierte Exegese der Mythen der Dogon. Heute wird er von Ethnologen kritisiert, die der Meinung sind, dass seine Berichte die Glaubensvorstellungen der Dogon nicht korrekt wiedergeben. Das von Griaule präsentierte Gesamtbild der Dogon-Religion konnte weder von zeitgenössischen noch späteren Feldforschern reproduziert werden.
Griaule ist der Vater der Ethnologin Geneviève Calame-Griaule (* 1924), die ihren Vater erstmals 1946 auf eine Forschungsreise zu den Dogon begleitete und später hauptsächlich zur Ethnolinguistik westafrikanischer Völker forschte und publizierte.

## Werke
- Abyssinian Journey. 1935. (Reisebericht der ethnographischen und linguistischen Studie im Auftrag der französischen Regierung)
- Les Flambeurs d'hommes dt. Die lebende Fackel : Menschen u. Geister in Abessinien, Übers. von Alfred Sohn-Rethel. - Berlin : D. Reimer, 1936. - engl. Burners of men: Modern Ethiopia. Lippincott, 1935 - das Buch erhielt den Prix Gringoire
- La Cosmogonie des Dogons (1936)
- Les masques Dogons (1938)
- Dieu d'eau (Gespräche mit Ogotemmeli, ein Werk, das die Strukturen des religiösen Denkens der Dogon aufzuzeigen versucht) (1948); engl. Conversations with Ogotemmeli, Oxford: Oxford University Press (1965); dt. Schwarze Genesis : Ein afrikan. Schöpfungsbericht, Aus d. Franz. von Janheinz Jahn. - Freiburg i. Br. ; Basel ; Wien : Herder, 1970
- Renard pâle, ethnologie des Dogons, Institut d'Ethnologie, 1965/1991
- Folk art of black Africa, 1950.
- Masken der Dogon Fotos: Marcel Griaule. Text: Michel Leiris. - Frankfurt am Main ; Paris : Qumran, 1980. - Text aus der surrealistischen Zeitschrift Minotaure (1933)
- Orte des Lebens : Natur, Lebenszusammenhänge u. Gesichter d. Dogon, fotogr. von Marcel Griaule. Mit e. Vorw. von Hans-Jürgen Heinrichs. - Frankfurt am Main ; Paris : Qumran, 1980
- Äthiopische Graffiti, Frankfurt am Main ; Paris : Qumran, 1980
- Kritisches Wörterbuch, Artikel aus der Zeitschrift 'Documents', Texte von Georges Bataille, Carl Einstein, Marcel Griaule, Michel Leiris, Georges H. Rivière, Berlin: Merve 2005